# Senven-Léhart
Senven-Léhart é uma comuna francesa na região administrativa da Bretanha, no departamento Côtes-d'Armor. Estende-se por uma área de 12,7 km². Em 2010 a comuna tinha 235 habitantes (densidade: 18,5 hab./km²).